# Арена, Джузеппе
Джузе́ппе Аре́на (итал. Giuseppe Arena; 1713, Мальта — 6 ноября 1784, Неаполь) — итальянский композитор и органист.

## Биография
Родился на Мальте в 1713 году. В 1725 году поступил на учёбу в неаполитанскую консерваторию Повери-ди-Джезу-Кристо. Ему преподавали такие известные музыканты, как Гаэтано Греко и Франческо Дуранте, среди его товарищей по учёбе был, например, Джованни Баттиста Перголези. После десяти лет обучения стал органистом при неаполитанской церкви Сан-Филиппо-Нери. Известен как автор многочисленных опер, которые ставились в театрах Рима, Турина, Венеции и Неаполя. Арена также был музыкантом принца Бизиньяно и написал учебник Principii di musica con inavolature di cembalo e partimenti. Скончался в Неаполе 6 ноября 1784 года.

## Сочинения
Арена автор нескольких опер:
- Achille in Sciro (1738, Рим)
- La clemenza di Tito (1738, Турин)
- Il vello d’oro (1740, Рим)
- Artaserse (1741, Турин)
- Tigrane (1741, Венеция)
- Farnace (1742, Рим)
- Il vecchio deluso (1746, Неаполь)

Кроме того, его сочинение Alessandro in Persia было частью поставленного в 1741 году в Лондоне пастиччо.
Арена также автор нескольких произведений религиозной музыки, среди которых главное — Componimento per musica per la solennità del Corpus Domini (1765, Неаполь).